# ANBV Comandante eterno Hugo Chávez (GC-24)
El ANBV Comandante eterno Hugo Chávez, es un Buque de Vigilancia del Litoral (BVL) de la Armada Bolivariana de Venezuela, el cuarto de la Clase Guaicamacuto y que actualmente está en construcción. Mientras que los tres primeros fueron construidos en los astilleros españoles de Navantia; el GC-24, está en construcción en astilleros venezolanos por personal venezolano que fue formado en el astillero de San Fernando. Al igual que los anteriores buques de esta clase, este cuarto también iba a tener nombre de un cacique local, Tamanaco, pero debido a la muerte del presidente Hugo Chávez en 2013, se cambio de nombre

## Características y funciones del buque
El casco y su superestructura están construidos en acero. Dispone de ESM radar y comunicaciones (COMINT); radar de vigilancia aérea/superficie (2D); IFF y Link Y. Cuenta además con una rampa en popa para una embarcación tipo RHIB, y dispone también de equipos de lucha contra los vertidos y sistema para lucha contraincendios.
El buque, es un patrullero de altura especialmente diseñado entre otras misiones para la protección y vigilancia del litoral, protección del tráfico marítimo, asistencia a otros buques, lucha contra incendios, lucha contra la contaminación marina, transporte, misiones de búsqueda y salvamento.

## Proceso de construcción
El contrato de ocho patrulleros –cuatro de vigilancia del litoral y cuatro de vigilancia oceánica– fue firmado el 28 de noviembre de 2005 por los Gobiernos de José Luis Rodríguez Zapatero y Hugo Chávez, y contemplaba la construcción de las siete primeras unidades en Navantia y la última en Venezuela, bajo transferencia de tecnología de Navantia. La transferencia de tecnología cubre un amplio espectro de actividades, tanto en el ámbito de la construcción naval, como en el de la operación y el mantenimiento de los buques, garantizando la autonomía del país en la gestión de su capacidad de defensa naval», informó Navantia en su día.
A fecha de 2017, el buque estaba prácticamente terminado y a la espera de pasar las pruebas de mar. Según las previsiones, estos test se realizarían en los meses de verano y el buque pasaría a estar activo en la armada venezolana antes de finalizar el año. Las pruebas estaban supervisadas en todo momento por la propia Navantia. Los sistemas y sensores del buque ya han pasado los controles de calidad exigidos en el acuerdo. El resultado de estos exámenes fue satisfactorio según fuentes conocedoras del desarrollo del proyecto.  El último hito ha sido el encendido de los generadores de los motores, paso previo a la navegación. A fecha de 2019, el buque no estaba todavía activo a pesar de esto.

## Problemas
A pesar de que su construcción comenzó en octubre de 2008, no fue botado hasta 12 de julio de 2014, más de cinco años después. En su momento, Navantia empleaba un máximo de dos años en la construcción de cada uno de estos patrulleros. Estos retrasos se han debido a la inexperiencia del astillero venezolano (DIANCA) y la crisis económica que el país viene sufriendo desde hace unos años.
También se sabe que el proceso de construcción se complicó tras las denuncias de irregularidades en la firma del acuerdo, que habría incluido comisiones cercanas a los 50 millones de euros a intermediarios del contrato. En este proceso fue imputado el expresidente de Navantia, Juan Pedro Gómez Jaén.
En 2019, España retiró su apoyo al buque de guerra ‘Comandante Eterno Hugo Chávez’. El astillero público Navantia anunció que repatriaría a sus ingenieros ante la crisis de Venezuela.
El buque entró en Servicio finalmente en abril de 2020.

## Unidades de la Clase Guaicamacuto
La Clase Guaicamacuto la componían los siguientes buques:
- ANBV Guaicamacuto (GC-21)
- ANBV Yavire (GC-22)
- ANBV Naiguatá (GC-23), hundido el lunes 30 de marzo de 2020.
- ANBV Comandante eterno Hugo Chávez (GC-24)